# Troy Ruttman
Troy Lynn Ruttman (* 11. März 1930 in Mooreland, Oklahoma; † 19. Mai 1997 in Lake Havasu City, Arizona) war ein US-amerikanischer Automobilrennfahrer.

## Karriere
Ruttman, der in Kalifornien aufgewachsen war, startete zwischen 1949 und 1964 in 49 Rennen der AAA bzw. USAC-National-Serie, von denen er zwei gewann.
1949 startete er mit 19 Jahren zum ersten Mal bei den 500 Meilen von Indianapolis und belegte den 12. Rang in einem Wetteroth-Offenhauser. Da das Mindestalter für einen Start bei 21 Jahren lag, fälschte er seine Geburtsurkunde. Als er im Alter von 22 Jahren das Indy 500 1952 gewann, war er der jüngste Sieger in diesem Rennen. Diesen Rekord hält er bis heute. Da es damals auch zur Automobil-Weltmeisterschaft zählte, war er auch der jüngste Gewinner eines Grand-Prix-Rennens, bis ihn Fernando Alonso während der Formel-1-Weltmeisterschaft 2003 in der Formel-1-Statistik unterbot. Im selben Jahr wurde er in der AAA-Gesamtwertung Zweiter hinter Chuck Stevenson. 1954 gelang ihm noch ein vierter Platz zusammen mit Duane Carter, in den folgenden Jahren erreichte er jedoch kein Top-10-Ergebnis mehr.
Wie Alberto Ascari 1952 wagte auch er sich in die direkte überseeische Konkurrenz, indem er 1958 erfolglos einen Maserati 250F beim französischen Grand Prix von Reims ausprobierte, nachdem er nach der direkten Show-Konkurrenz eines Champ-Car gegen einen Formel-1-Renner am vorangegangenen Wochenende in Monza einfach seinen Aufenthalt gegenüber seinen ursprünglichen Planungen „verlängert“ hatte.
Nach seinem letzten Indianapolis-Rennen 1964 verabschiedete er sich vom Rennsport. Er hatte jedoch Schwierigkeiten, mit dem „normalen“ Leben zurechtzukommen, und kämpfte mit Alkoholproblemen und Spielsucht. Er starb im Alter von 67 Jahren.
Sein jüngerer Bruder Joe war ebenfalls Rennfahrer und vor allem in NASCAR-Rennen aktiv. In der Winston-Cup-Serie blieb er zwar sieglos, in der Craftsman Truck Series hingegen sammelte er einige Erfolge und ist bis heute der älteste Rennsieger in einem Truck-Series-Rennen.

## Statistik

### Grand-Prix-Siege
- 1952  Indianapolis 500 (Indianapolis)

### Indy-500-Ergebnisse
| Jahr | Startnr. | Start | Qual. (km/h) | Ergebnis | Runden | Führung | Ausfall                    |
| ---- | -------- | ----- | ------------ | -------- | ------ | ------- | -------------------------- |
| 1949 | 64       | 18    | 202,663      | 12       | 151    | 0       |                            |
| 1950 | 55       | 24    | 212,27       | 15       | 130    | 0       |                            |
| 1951 | 98       | 6     | 212,913      | 23       | 78     | 0       | Lagerschaden               |
| 1952 | 98       | 7     | 217,821      | 1        | 200    | 44      |                            |
| 1954 | 34       | 11    | 221,635      | 42       | 100    | 0       | Übergabe an Carter         |
| 1955 | 18       | DNQ   |              |          |        |         |                            |
| 1956 | 53       | 11    | 229,279      | 31       | 22     | 0       | Dreher                     |
| 1957 | 52       | 3     | 229,745      | 31       | 13     | 4       | Ölleck                     |
| 1958 | 98       | DNQ   |              |          |        |         |                            |
| 1960 | 28       | 6     | 233,913      | 20       | 134    | 11      | Getriebe                   |
| 1961 | 52       | 22    | 232,996      | 20       | 105    | 10      | Kupplung                   |
| 1962 | 26       | 30    | 236,166      | 18       | 140    | 0       | Motor                      |
| 1963 | 17       | 33    | 238,757      | 12       | 200    | 0       |                            |
| 1964 | 14       | 18    | 243,456      | 18       | 99     | 0       | Unfall wegen Reifenschaden |

| Legende  | Legende            | Legende                                                          |
| Farbe    | Abkürzung          | Bedeutung                                                        |
| -------- | ------------------ | ---------------------------------------------------------------- |
| Gold     | –                  | Sieg                                                             |
| Silber   | –                  | 2. Platz                                                         |
| Bronze   | –                  | 3. Platz                                                         |
| Grün     | –                  | Platzierung in den Punkten                                       |
| Blau     | –                  | Klassifiziert außerhalb der Punkteränge                          |
| Violett  | DNF                | Rennen nicht beendet (did not finish)                            |
| Violett  | NC                 | nicht klassifiziert (not classified)                             |
| Rot      | DNQ                | nicht qualifiziert (did not qualify)                             |
| Rot      | DNPQ               | in Vorqualifikation gescheitert (did not pre-qualify)            |
| Schwarz  | DSQ                | disqualifiziert (disqualified)                                   |
| Weiß     | DNS                | nicht am Start (did not start)                                   |
| Weiß     | WD                 | zurückgezogen (withdrawn)                                        |
| Hellblau | PO                 | nur am Training teilgenommen (practiced only)                    |
| Hellblau | TD                 | Freitags-Testfahrer (test driver)                                |
| ohne     | DNP                | nicht am Training teilgenommen (did not practice)                |
| ohne     | INJ                | verletzt oder krank (injured)                                    |
| ohne     | EX                 | ausgeschlossen (excluded)                                        |
| ohne     | DNA                | nicht erschienen (did not arrive)                                |
| ohne     | C                  | Rennen abgesagt (cancelled)                                      |
| ohne     | keine WM-Teilnahme |                                                                  |
| sonstige | P/fett             | Pole-Position                                                    |
| sonstige | 1/2/3/4/5/6/7/8    | Punktplatzierung im Sprint-/Qualifikationsrennen                 |
| sonstige | SR/kursiv          | Schnellste Rennrunde                                             |
| sonstige | *                  | nicht im Ziel, aufgrund der zurückgelegten Distanz aber gewertet |
| sonstige | ()                 | Streichresultate                                                 |
| sonstige | unterstrichen      | Führender in der Gesamtwertung                                   |

### Sebring-Ergebnisse
| Jahr | Team          | Fahrzeug         | Teamkollege   | Platzierung | Ausfallgrund     |
| ---- | ------------- | ---------------- | ------------- | ----------- | ---------------- |
| 1956 | Howard Hively | Ferrari 375 Plus | Howard Hively | Ausfall     | Kraftübertragung |

### Einzelergebnisse in der Sportwagen-Weltmeisterschaft
| Saison | Team          | Rennwagen        | 1   | 2   | 3   | 4   | 5   |
| ------ | ------------- | ---------------- | --- | --- | --- | --- | --- |
| 1956   | Howard Hively | Ferrari 375 Plus | BUA | SEB | MIM | NÜR | KRI |
| 1956   | Howard Hively | Ferrari 375 Plus | DNF |     |     |     |     |